# Jonas sau artistul la lucru
„Jonas sau artistul la lucru” (în franceză Jonas, ou l'artiste au travail) este o povestire a scriitorului francez Albert Camus. Ea a fost publicată pentru prima dată în 1957, ca parte dintr-o colecție intitulată Exilul și împărăția (L'exil et le royaume). 

## Rezumat
Un artist pe nume Gilbert Jonas care avea o carieră umilă și neremarcată dobândește brusc un patron, începând să-și expună lucrările într-o galerie importantă. Picturile sale încep să fie apreciate de critici și de amatorii de artă. Astfel, Jonas câștigă în cele din urmă recunoașterea pe care simțea de ani de zile că o merită. Dar în câteva săptămâni el se trezește asediat de critici de artă, alți pictori și iubitori de artă care pretind că ar fi prietenii săi. Jonas începe să fie căutat de artiști cunoscuți care îi oferă sfaturi despre cum ar trebui să procedeze în carieră.
Asediat permanent de prieteni, după cum și-a dorit în cele câteva zeci de ani de eforturi nereușite ca artist, Jonas este nevoit să se retragă tot mai mult în următoarele luni de zile, mutându-și atelierul mai întâi în spatele unei perdele, apoi în dormitor, apoi în spatele unei perdele din dormitor, apoi în baie și în cele din urmă pe o platformă arborată deasupra un hol unde Jonas pretinde că pictează o pânză. Dar, din cauza înălțimii și a întunericului de pe hol, nimeni nu poate vedea ce pictează și nici să mai stea la masă cu el, deoarece Louise, soția lui Jonas, îi aduce mâncarea sus.
El stă acolo timp de câteva săptămâni. Louise și Rateau (prietenul său devotat, care este singurul care încă îl mai vizitează) încep să se îngrijoreze. În cele din urmă, după ce a devenit frânt de oboseală, Jonas decide că și-a terminat pictura. El aude râsetele copiilor și larma produsă de oamenii de pe stradă, sunete pe care nu le mai auzise de ceva vreme. Coboară scara cu inima plină de mulțumire și apoi leșină.
În timp ce medicul anunță că artistul se va face bine în curând, Rateau privește opera finală a lui Jonas. O pânză albă, pe care era scris un singur cuvânt "ce putea fi descifrat, dar care nu știai dacă trebuie citit solitar sau solidar". 

## Teme
„Jonas sau artistul la lucru” este o povestire umoristică, în care Camus încearcă să se distreze. În primul rând, este ideea artistului că orice lucru bun care i se întâmplă se datorează "stelei sale norocoase". Astfel, artistul refuză să accepte orice merit, pierzând controlul asupra a ceea ce se întâmplă cu el. Din păcate, aceasta înseamnă că, de asemenea, nu pune în discuție nimic din ceea ce i se întâmplă.
Cea mai mare parte a povestirii este formată dintr-o relatare exagerată a vizitării permanente a artistului de către "prieteni", ucenici și critici. Prejudiciul produs eroului din această cauză devine extrem de evident.

## Traduceri în limba română
- "Jonas sau artistul la lucru", în vol. Exilul și împărăția (Editura pentru Literatură, București, 1968) - traducere de Irina Mavrodin